# Октавія Новацька
Октавія Марія Новацька (пол. Oktawia Maria Nowacka, нар. 2 січня 1991, Старогард-Ґданський, Польща) — польська п'ятиборка, бронзова призерка олімпійських ігор 2016 року.

## Виступи на Олімпіадах
| Олімпіада           | Дисципліна     | Місце |
| ------------------- | -------------- | ----- |
| Ріо-де-Жанейро 2016 | особиста гонка | 3     |

## Зовнішні посилання
- Октавія Новацька — олімпійська статистика на сайті Sports-Reference.com (англ.) (архівна версія)